# Pay Jenő
Pay Jenő (Magyarvalkó, 1940. április 22. –) erdélyi magyar gépipari mérnök, műszaki szakíró.

## Életútja
Középiskoláit Bánffyhunyadon végezte (1957), majd a kolozsvári Műszaki Egyetemen, a gépgyártástechnológiai szakon szerzett diplomát (1962), s ugyanott doktorált (1970); dolgozatának címe A fogaskerekek megmunkálási pontossága. Mindjárt az egyetem elvégzése után gyakornok, majd tanársegéd lett a kolozsvári Műszaki Egyetem gépgyártástechnológiai tanszékén. Innen került 1969-ben Nagybányára, az egyetem ottani Felsőoktatási Intézetéhez adjunktusnak (1969-1978), ahol docens (1978-1990), majd egyetemi tanár (1990-től); 1989-90-ben az Intézet dékánja, 1990-96 között rektora, 1996-tól a Gépgyártási Tanszék vezetője.

## Munkássága
Hazai és nemzetközi tudományos folyóiratokban 186 tudományos dolgozata jelent meg, főiskolai előadásai anyagából hét sokszorosított jegyzetet (1971, 1974, 1976, 1979) és gyakorlati füzetet adott ki. Kilenc szabadalmából három ipari alkalmazású. Hozzájárult a planetáris fogaskerék-áttételek technológiájának kidolgozásához, s a nagybányai Bányagépfelszerelési Vállalat mérnökeivel karöltve olyan technológiákat dolgozott ki, amelyek a nemzetközi piacokon is versenyképessé tették az ott készült bányagépeket. Kutatási területe a gépelemek és a tribológia.
Szerkesztőbizottsági tagja a budapesti Gépgyártástechnológia és az ankarai International Journal of Intelligent Mechantronics Desing and Production című szakfolyóiratoknak. Az ungvári Állami Egyetem díszdoktora (1995). Kutatási témáival prágai, zürichi, grenoble-i, strasbourgi, budapesti, pécsi, gödöllői, ungvári, kisinyovi, kassai, pekingi, torinói és Újdelhiben rendezett tudományos konferenciákon vett részt.